# Újpest
Újpest es el 4.º (IV) distrito de Budapest, Hungría. Se encuentra ubicado en el margen izquierdo del río Danubio. El nombre Újpest significa "nuevo Pest" porque la ciudad se formó en la frontera de la ciudad de Pest, Hungría en 1838. Újpest fue una aldea durante seis décadas hasta 1907 cuando se convirtió en ciudad. En 1950, la ciudad se unificó con Budapest para formar el Gran Budapest. Desde 1950, Újpest es el 4.º distrito de Budapest.